# Saint-Yon (Essonne)
Saint-Yon  [sɛ̃t̪ jɔ̃] je francouzská obec v departementu Essonne v regionu Île-de-France. V obci se nachází kostel svatého Eonia.

## Poloha
Obec Saint-Yon se nachází asi 35 km jihozápadně od Paříže. Obklopují ji obce Égly na severu a severovýchodě, Boissy-sous-Saint-Yon na východě a jihovýchodě, Saint-Sulpice-de-Favières na jihu, Breux-Jouy na jihozápadě a na západě a Breuillet na severozápadě.

## Vývoj počtu obyvatel
Počet obyvatel